# Championnat d'Europe des moins de 20 ans de la FEF
 (mai 2022).
Le Championnat d'Europe masculin des moins de 20 ans de la FEF prend la continuité du Championnat d'Europe masculin U21 de l'UEFS[réf. nécessaire]. Il s'agit d'un championnat européen de futsal pour les sélections nationales de moins de vingt ans.

## Résultats
| date | lieu      | Champion | 2e        | 3e     | 4e       | 5e     |
| ---- | --------- | -------- | --------- | ------ | -------- | ------ |
| 2009 | Tchéquie  | Tchéquie | Catalogne | France | Belgique | Russie |
| 2011 | Catalogne | Russie   | Belgique  |        |          | France |

## Liens Internes
- l'Union européenne de futsal (U.E.Fs)
- l'Association Mondiale de Futsal (AMF)
- La Fédération internationale de futsal (FIFUSA)

## Liens Externes
- (fr) Site officiel de l'association
- (fr) Site officiel de l'Union Européenne de Futsal (UEFs)
- (fr) Site officiel de l'Association Mondiale de Futsal (AMF)